# Kopači (pokret)
Kopači (en: The Diggers) su bili grupa ljudi, koju je 1649. u Engleskoj okupio Džerard Vinstenli (Gerrard Winstanley) pod imenom True Levellers, a postali su poznati kao kopači zbog svojih aktivnosti. Originalni naziv Levellers (jednačari) potiče od njihovog verovanja u izvornu hrišćansku zajednicu dobara, zasnovanog na nekim navodima iz Biblije. 

## Pozadina
U periodu neposredno posle engleskog građanskog rata i revolucije iz 1649. godine u zemlji je zavladala velika nestašica i glad. Tada se mnogo naroda pobunilo jer revolucija nije donela ništa siromašnima, organizovali su se u grupe i počeli samoinicijativno da obrađuju neobrađenu opštinsku zemlju. 

## Teorija
Kopači su hteli da promene društveni poredak ujednačavanjem (levelling) imovine i poljoprivrednim načinom života, zasnovnim na ideji slobodnih seoskih zajednica. Verovali su da kad se sav narod Engleske organizuje u zajednice uzajamne pomoći, u društvu više neće biti mesta za vladajuću klasu. Elita će morati da se pridruži zajednicama ili da umre od gladi, pošto neće biti nikog da im obrađuje zemlju ili plaća danak za upotrebu zemlje. 

## Praksa
Savet Države je aprila 1649. godine primio dopis da je nekoliko ljudi počelo da sadi povrće na opštinskoj zemlji na brdu Sv. Đorđa (St George’s Hill), blizu Kobama, u vreme kada cene hrane dostižu orgomnu visinu. Sanders prenosi da su pozvali “da svi dođu i da im pomognu, i obećali su im hranu, piće i odeću.” Očekivali su da će se njihov broj za nekoliko dana popeti na par hiljada.
Ubrzo je stigla vojska na čelu sa sir Tomasom Ferfaksom (Thomas Fairfax), koji je prvo porazgovarao sa Vinstenlijem i drugima. Pošto je zaključio da se zaista nalaze u gadnoj nevolji i da ne prave nikakvu štetu, ubrzo je povukao vojsku, a lokalnim zemljoposednicima je savetovao da se obrate sudu. 
Zemljoposednici su, ipak, započeli sistematsko zlostavljanje i maltretiranje kopača, a Frensis Drejk (Francis Drake, ne onaj od 1540-1596) je organizovao bande da prebijaju ljude, uništavaju sadnice i napadaju zajedničke kuće. Posle toga im je na sudu zabranjeno da govore u svoju odbranu, proglašeni su krivima i morali su da napuste brdo sv. Đorđa avgusta 1649.
Neki od oteranih kopača se sele u blizinu, na Litl Hit (Little Heath), gde su zasadili 45.000 m² povrća, izgradili šest kuća i objavili nekoliko pamfleta. Isprva blagonaklon, lokalni zemljoposednik Kobama, Parson Džon Plat, ubrzo postaje njihov glavni neprijatelj. Zabranjuje narodu da im pomaže i organizuje napade ne njih. Aprila 1650. oni napuštaju i to mesto. 
Širom zemlje je postojalo još nekoliko grupa kopača, koje su slično delovale, obrađujući opštinsku zemlju da prežive i štampajući pamflete u kojima objašnjavaju svoje razloge.
Pokret digera je prestao da postoji 1651. zahvaljujući ujedinjenim naporima zemljoposednika na čelu sa Kromvelom da ga uguše gde god se pojavi. 

## Spisi
Iza njih je ostalo nekoliko značajnih spisa, među kojima su:
- Deklaracija siromašnog i potlačenog naroda Engleske (A Declaration From The Poor And Oppressed People Of England)
- Zakon slobode (The Law Of Freedom in a Platform)
- Pismo lordu Ferfaksu

i mnogi drugi. 

## Spoljašnje veze
- English Diggers
- Levellers and Diggers in the English Revolution